# Eurycorypha
Eurycorypha är ett släkte av insekter. Eurycorypha ingår i familjen vårtbitare.

## Dottertaxa tillEurycorypha, i alfabetisk ordning[1]
- Eurycorypha adicra
- Eurycorypha aequatorialis
- Eurycorypha arabica
- Eurycorypha brevicollis
- Eurycorypha brevipennis
- Eurycorypha brunneri
- Eurycorypha canaliculata
- Eurycorypha cereris
- Eurycorypha cuspidata
- Eurycorypha darlingi
- Eurycorypha diminuta
- Eurycorypha fallax
- Eurycorypha flavescens
- Eurycorypha kevani
- Eurycorypha klaptoczi
- Eurycorypha laticercis
- Eurycorypha lesnei
- Eurycorypha meruensis
- Eurycorypha montana
- Eurycorypha mutica
- Eurycorypha ornatipes
- Eurycorypha prasinata
- Eurycorypha proserpinae
- Eurycorypha punctipennis
- Eurycorypha securifera
- Eurycorypha simillima
- Eurycorypha spinulosa
- Eurycorypha stenophthalma
- Eurycorypha strangulata
- Eurycorypha stylata
- Eurycorypha sudanensis
- Eurycorypha varia
- Eurycorypha velicauda
- Eurycorypha zebrata